# 九龍巴士61P線
九龍巴士61P線是香港一條新界巴士路線，由九龍巴士（一九三三）有限公司營辦，來往掃管笏及荃灣站，途經愛琴海岸、大小欖、屯門公路及如心廣場，只於星期一至五上下午繁忙時間分別提供去程及回程服務。

## 歷史
2022年4月，立法會議員田北辰和位於掃管笏恆大·珺瓏灣居民與運輸署開會，討論屋苑申請開辦邨巴，運輸署在會議中表明不希望開設邨巴，而是傾向引入專利巴士服務，並只會開設1至2個班次。田北辰在會議後指出，相關政策與居民的實際生活需要會有出入，並指居民的上班時間不同，相關巴士班次未能配合居民的出行需求。
同年5月，運輸署回覆田北辰時，表示將因應掃管笏人口進一步增長，擬開辦來往掃管笏經荃灣西站往返荃灣站的專利巴士服務，由九巴營辦，並分別在上午和下午繁忙時間設三班單向班次，有關方面未能提供路線編號。其後在6月10日的屯門區議會交通及運輸委員會會議上，屯門區議員黃丹晴不滿運輸署未有就新路線及掃管笏一帶的邨巴事宜諮詢區議會，而民協甄紹南亦指居民曾申請恆大·珺瓏灣至荃灣的邨巴服務，開辦新線後擔心會失去邨巴服務，運輸署則解釋專利巴士能服務整個掃管笏區的居民，署方審批邨巴時不會與專營巴士服務掛鉤，但會按既定準則考慮，以輔助性質協調公共運輸需要，並表示在需求極度低先會考慮採用居民巴士服務。
最終此線在一片爭議聲中獲落實在2022年7月4日開辦，並獲編號為“61P”。
2023年5月29日起，此線上午繁忙時段班次改由掃管笏路東行近星堤開出，經迴圈掉頭往西行綫後，繞經管翠路近管翠路18號再返回原有路線；而下午繁忙時段班次抵達掃管笏路西行後，掉頭經掃管笏路東行前往管翠路，並以管翠路近管翠路18號為終點。

## 服務時間及班次
61P線每個方向於星期一至五繁忙時間在固定時間開出3班常規班次，星期六、日及公眾假期不設服務，列表如下：
| 掃管笏開 | 荃灣站開 |
| -------- | -------- |
| 07:10    | 18:15    |
| 07:35    | 18:40    |
| 08:05    | 19:05    |

## 收費
61P線全程收費為$9.2，當中去程和回程分別設有祈德尊新邨往荃灣站$4.6和大欖涌往掃管笏$5.8之單向分段收費。
61P線設有12歲以下小童及65歲或以上長者半價優惠，當中60歲－64歲香港居民、65歲或以上長者與合資格殘疾人士如以指定八達通繳付此線的車資，均可享有長者及合資格殘疾人士公共交通票價優惠計劃提供的$2票價優惠。乘客登車時需以現金或八達通卡繳付車資，不設找贖；而每位成人乘客可免費帶同最多兩名四歲以下而且不佔座位的兒童乘車。此外，乘客亦可透過多元化電子支付系統（e度嘟）繳付車資，乘客使用此付款方式不能享有與非九巴／龍運路線之轉乘優惠，亦不能享有「公共交通費用補貼計劃」及「長者及合資格殘疾人士乘車優惠計劃」。

## 行車路線
61P線往荃灣站方向途經掃管笏路、青山公路－掃管笏段、青山公路－大欖段、南行支路、屯門公路巴士轉乘站、北行支路、青山公路－大欖段、南行支路、屯門公路、荃灣路、大涌道、沙咀道、大河道（南行）、如心廣場巴士總站、大河道（北行）及西樓角路；往掃管笏方向途經西樓角路、大河道（南行）、如心廣場巴士總站、大河道（北行）、沙咀道、大涌道、荃灣路、屯門公路、青山公路－新大欖段、屯門公路巴士轉乘站、青山公路－大欖段、青山公路－掃管笏段及掃管笏路，具體停站請參考資訊框。
61P線於荃灣區的走線和另一條同樣往返屯門和荃灣西的路線66M有明顯分別，66M線在離開屯門公路後，會先經荃灣站才前往如心廣場；而此線在離開屯門公路後，卻先途經如心廣場才返回荃灣站。
61P線往荃灣站方向全程行車里數約為18.6公里，行車時間約為51分鐘；往掃管笏方向全程行車里數約為20.3公里，行車時間約為50分鐘。